# Познер, Карл
Карл Познер (нем. Carl Posner; 1854—1928) — немецкий врач-уролог.

## Биография
Родился 16 декабря 1854 года в Берлине в семье врача Луи Познера (1815—1868).
Изучал естественные науки и медицину в Берлине, Бонне, Лейпциге и Страсбурге. В 1875 году он получил степень доктора философии в Лейпцигском университете. В 1878—1880 годах был ассистентом Зейца в Патологическом институте в Гиссене, где в 1880 году получил степень доктора медицины. Работал терапевтом в Берлине.
В 1889 году он получил учёную степень хабилитированного доктора внутренних болезней, а в 1890 году стал приват-доцентом в Берлинского университета. В 1895 году он стал профессором, а в 1902 году — медицинским советником (Geheimer Medizinalrat  (нем.)).
С 1889 года долгое время состоял секретарём редакции «Berliner klinische Wochenschrift», а с 1894 года сотрудничал ещё и в «Jahresberichte über die Leistungen und Fortschritte in der gesammten Medizin» Вирхова. Он также был членом редакционной коллегии Zeitschrift für Urologie с момента его основания. Был председателем Берлинского урологического общества.
Широко известны были его работы по микроскопии секретов мочеполовых органов и биопсии яичников. Большим распространением пользовались его учебники по диагностике и терапии. Написал биографическое исследование о Рудольфе Вирхове. Две монографии Карла Познера были переведены на русский язык: Диагностика мочеполовых болезней : 10 лекций, служащих введением в патологию мочевых путей. — М. : А.А. Карцев, 1895. — 108, III с. : ил.; Диагностическое и прогностическое значение мочевых осадков согласно новейшим взглядам: Перевод со 2-го немецк. изд / Проф. К. Познер ; Под ред. проф. О. И. Бронштейна. — [Москва] : Гос. изд-во, 1928. — 36 с. — (Библиотека журнала «Лабораторная практика»; Вып. 1).
Умер в Берлине 20 декабря 1928 года.